# John Virgo
John Virgo, né le 4 mars 1946 à Salford, est un ancien joueur de snooker professionnel anglais et plus récemment un commentateur de snooker et une personnalité de la télévision britannique.
Sa carrière est principalement marquée par une victoire au championnat du Royaume-Uni 1979, face à Terry Griffiths. 

## Carrière

### Début de carrière remarquable (1976-1981)
Virgo fait ses débuts sur le circuit principal en 1976, et réussit à se qualifier pour le championnat du monde à sa première participation. Éliminé d'entrée de jeu, il prend sa revanche lors de l'édition 1979, où il va jusqu'en demi-finale, après avoir notamment battu Cliff Thorburn. Il est ensuite écarté par le Nord-irlandais Denis Taylor. Ce beau parcours lui permet de se positionner au 10e rang du classement mondial pour la saison 1979-1980, ce qui reste son meilleur classement.  
Pendant cette saison, Virgo remporte trois tournois non classés, dont le championnat du Royaume-Uni, son unique victoire dans un tournoi majeur. En finale, l'Anglais remporte une victoire au couteau aux dépens du Gallois Terry Griffiths (score final : 14-13).  

### Manque de confirmation (1982-1990)
Irréguliers dans les tournois les plus importants du calendrier, Virgo ne parviendra jamais à dépasser son meilleur classement. D'ailleurs, l'Anglais maintient difficilement sa place dans le top 16 mondial à partir de la saison 1982-1983. Sur la suite de sa carrière, Virgo se montre surtout à son avantage lors des tournois ne comptant pas pour le classement mondial, remportant la Ligue professionnelle de snooker en 1984, et perdant aussi deux autres finales (tournoi des champions et Masters d'Australie). 

### Fin de carrière (1991-1995)
Après avoir réussi un ultime quart de finale en tournoi majeur, symboliquement à l'occasion du championnat du Royaume-Uni, Virgo chute soudainement en dehors du top 30 mondial au cours de l'année 1991. Ses résultats ne s'améliorant pas, il prend sa retraite du snooker professionnel en 1995.   

## Palmarès
| Légende | Catégorie                      | Titres                         | Finales                        |
|         | Tournois classés               | 0                              | 0                              |
|         | Tournois non classés           | 4                              | 2                              |
|         | Tournois pro-am                | 0                              | 1                              |
| Gras    | Tournois de la triple couronne | Tournois de la triple couronne | Tournois de la triple couronne |

### Titres
| Saison    | Nom du tournoi                  | Lieu      | Finaliste       | Score | Tableau |
| 1979-1980 | Championnat du Royaume-Uni      | Preston   | Terry Griffiths | 14-13 | Tableau |
| 1979-1980 | Tournoi international de Bombay | Bombay    | Cliff Thorburn  | 13-7  | Tableau |
| 1979-1980 | Tournoi Pontins                 | Prestatyn | Ray Reardon     | 9-6   | Tableau |
| 1983-1984 | Ligue professionnelle           |           | Dennis Taylor   | [ 5 ] | Tableau |

### Finales perdues
| Saison    | Nom du tournoi                     | Lieu      | Vainqueur     | Score | Tableau |
| 1974-1975 | Tournoi Pontins pro-am (printemps) | Prestatyn | Ray Reardon   | 1-7   | Tableau |
| 1980-1981 | Champion des champions             | Londres   | Doug Mountjoy | 8-10  | Tableau |
| 1984-1985 | Masters d'Australie                | Sydney    | Tony Knowles  | 3-7   | Tableau |